# Desastre Ferroviário de Chão de Maçãs - Fátima
O Desastre Ferroviário de Chão de Maçãs - Fátima foi um acidente ocorrido em 11 de Setembro de 1981 nas proximidades da Estação de Chão de Maçãs - Fátima, na Linha do Norte, em Portugal. Este acidente envolveu três comboios, tendo resultado em cinco mortos e cerca de setenta feridos.

## Acidente e socorros
Por volta das 21:45 do dia 11 de Setembro de 1981, o comboio nº 28 da operadora Caminhos de Ferro Portugueses imobilizou-se em plena via devido a uma avaria eléctrica, quando estava a circular na zona das Pedreiras de Fátima, no lanço da Linha do Norte entre as estações de Paialvo e Estação de Chão de Maçãs - Fátima. O comboio era formado por duas unidades, e tinha cerca de duzentos passageiros a bordo. De acordo com os horários de 1980, aquele serviço era da categoria de directo, e saía de Porto São Bento às 18:45, tendo como destino a estação de Santa Apolónia, em Lisboa, com chegada prevista às 22:55.
A tripulação já tinha conhecimento que dentro de momentos iria passar um comboio pela mesma linha, mas como não dispunham de rádio a bordo para comunicar com a estação de Fátima, fizeram uma fogueira na via férrea, com o apoio dos passageiros. Porém, isto foi em vão, e às 21:48 o comboio avariado foi abalroado por uma outra composição, que fazia um serviço especial, o directo 80/28, com origem no Porto. Um dos eixos do primeiro comboio saltou para a via contrária, provocando o descarrilamento do comboio regional 145, oriundo de Santa Apolónia, e que tinha como destino Vila Nova de Gaia. Os socorros foram prestados por várias corporações de bombeiros, tendo a primeira a chegar ao local sido a de Vila Nova de Ourém. Os feridos para o Hospital de Vila Nova de Ourém, tendo alguns sido depois transferidos para os hospitais de São José e Santa Maria, em Lisboa, e de Tomar. As equipas de socorros levaram várias horas a retirar os corpos dos escombros dos comboios, tendo as operações de resgate prosseguido até perto das três horas da madrugada. Como ambas as vias ficaram bloqueadas por este acidente, a circulação ferroviária entre Paialvo e Chão de Maçãs foi temporariamente encerrada, tendo sido substituída por serviços de autocarros.
Este acidente provocou cinco mortos e cerca de setenta feridos, dos quais trinta em estado grave, fazendo deste acidente como um dos mais graves em território nacional nos últimos anos. A maior parte das vítimas estavam dentro do comboio que avariou, tendo uma destas sido atropelada pelo comboio de Lisboa para Gaia, enquanto tentava fugir. Um dos feridos foi o revisor do comboio avariado, Abílio Martins Nunes Matos, enquanto que entre as vítimas mortais encontrava-se o ajudante de maquinista do comboio especial, Mário Duarte de Oliveira. Foi o quinto acidente ferroviário nesse ano em Portugal, e o primeiro a fazer vítimas mortais.

## Investigação
No local esteve o Ministro das Obras Públicas, Transportes e Comunicações, José Viana Baptista, tal como o Secretário de Estado dos Transportes Internos, Abílio Rodrigues, que comentou que tinha sido «um milagre não ter havido um maior número de vítimas». Uma opinião semelhante foi manifestada por um funcionário da C.P. entrevistado pelo jornal Diário de Lisboa, que afirmou que «teria sido uma desgraça ainda maior», caso tivesse ocorrido ao Domingo. Abílio Rodrigues acrescentou que já tinha nomeado uma comissão de inquérito a este acidente.
Em 26 de Outubro, o jornal Diário de Lisboa noticiou que a operadora Caminhos de Ferro Portugueses tinha emitido um comunicado onde declarou que a sinalização estava em boas condições, e apontou que o acidente foi causado por alguém na estação de Fátima, que tinha «provocado inadvertidamente a alteração do sinal vermelho para verde. Absolveu igualmente a tripulação dos comboios de qualquer culpa. Esta conclusão foi contestada por várias partes, incluindo o Sindicato dos Maquinistas, que admitiu que poderia ter ocorrido uma falha na luz de tráfego, tendo denunciado que a sinalização da rede ferroviária portuguesa não tinha «a segurança que a CP quer fazer crer». Segundo Jorge Godinho, da direcção do sindicato, os motoristas já tinham participado por diversas vezes à operadora que apesar do sinal estar verde, a via estava ocupada, geralmente por comboios em manobras. Desmentiu igualmente a afirmação que a operadora tinha feito sobre a forma como o sinal passava automaticamente para vermelho em caso de avaria ou redução na tensão eléctrica, explicando que isso era «apenas em teoria», uma vez que «a experiência do dia-a-dia dos maquinistas mostra que isso nem sempre é verdade». O sindicato exigiu uma maior eficácia na sinalização ferroviária portuguesa, e que deveria estar acompanhada de um equipamento de reforço, conhecido como Controlo Automático de Velocidade, que já era utilizado noutros países, e que parava automaticamente o comboio caso ultrapassasse um sinal vermelho. Em resposta, o chefe dos Serviços de Sinalização dos Caminhos de Ferro Portugueses, Ferreira Alves, afirmou que não era obrigatória a instalação deste sistema nas velocidades que então eram praticadas na rede ferroviária portuguesa, cuja velocidade máxima era de 140 Km/h, na Linha do Norte, e negou que os maquinistas tenham feito quaisquer relatos sobre a via estar ocupada apesar do sinal estar verde. Os resultados do inquérito também foram criticados pelo chefe da estação de Fátima, Januário Abreu, que descartou quaisquer responsabilidades no acidente, e confirmou que realmente viu que o sinal estava aberto na sua bancada automática, mas que não tinha a capacidade de o alterar.